# Maximilian von Prittwitz

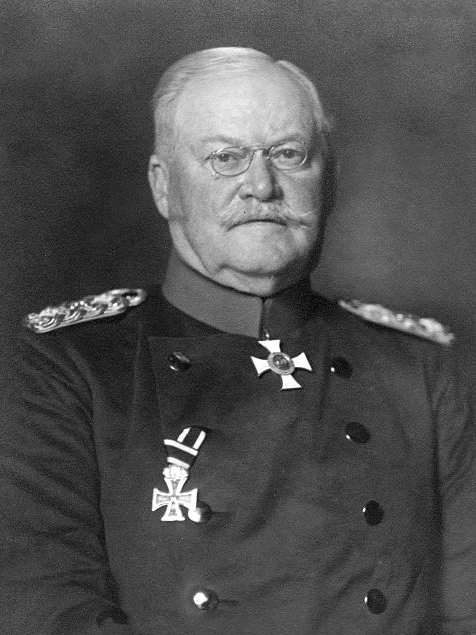
General
Maximilian von Prittwitz

Max(imilian) Wilhelm Gustav Moritz von Prittwitz und Gaffron (Bernstadt, 27 de noviembre de 1848 - Berlín, 29 de marzo de 1917) fue un general prusiano. Participó en la guerra austro-prusiana, la guerra franco-prusiana y, brevemente, en la Primera Guerra Mundial.

## Familia
Prittwitz provenía de una antigua familia aristocrática silesiana de Bernstadt (ahora Bierutów, Polonia). Su padre fue Gustav von Prittwitz, un general prusiano, y su madre Elizabeth von Klass.
El 19 de mayo de 1874 Prittwitz contrajo matrimonio con Olga von Dewitz (30 de agosto de 1848 - 9 de enero de 1938), la hija de Kurt von Dewitz, un terrateniente y su esposa Euphemia, nacida von der Groeben. Su único hijo murió el 23 de mayo de 1918.

## Primeros años
Después de atender a una escuela en Oels, Prittwitz se unió al 3.º Regimiento de la Guardia de Granaderos y combatió en la guerra austro-prusiana. Después fue comisionado como oficial júnior en el 38.º Regimiento de Fusileros donde sirvió en la guerra franco-prusiana. Tras asistir a la Academia Militar Prusiana Prittwitz fue seleccionado para el 6.º Batallón de Cazadores (Jäger). Después ostentó diferentes puestos del generalato, junto con posiciones de mando en compañías y batallones en varios regimientos de infantería. En 1913 fue elegido Generaloberst (coronel general), al mando del XVI Cuerpo de Ejército en Metz.

## I Guerra Mundial
El 2 de agosto de 1914, en el estallido de la Primera Guerra Mundial, Prittwitz fue seleccionado como comandante del 8.º Ejército alemán y asignado para la defensa de Prusia Oriental de un esperado ataque ruso.
Cuando el avance ruso amenazó su retaguardia, Prittwitz sugirió una retirada al oeste del río Vístula. Esto significaba abandonar Prusia Oriental, lo que el Alto Mando alemán consideraba inaceptable. Maximilian pronto sería remplazado en el 8.º. Ejército por Paul von Hindenburg el 23 de agosto de 1914.  Hindenburg, junto con su ayudante de campo Erich Ludendorff, destruyó los dos ejércitos invasores rusos en la batalla de Tannenberg y en la batalla de los lagos de Masuria.
Prittwitz se retiró en Berlín, donde vivió durante tres años antes de morir de un ataque al corazón. Fue enterrado en el Invalidenfriedhof en Berlín.

## Honores
- Reino de Prusia:[3]
  - Caballero del Águila Roja, 4.ª Clase con Espadas, 1866; 3.ª Clase con Lazo y Espadas en Anillo, 18 de enero de 1882;[4] con Corona
  - Caballero de la Real Orden de la Corona, 4.ª Clase con Espadas, 1866; 3.ª Clase con Espadas en Anillo, 18 de enero de 1879;[4] 1.ª Clase
  - Cruz de Hierro (1870), 2.ª Clase
  - Caballero de Honor de la Orden de San Juan, 1872; Caballero de Justicia, 1876[4]
  - Cruz al Servicio
  - Caballero del Águila Negra, con Collar
- Anhalt: Gran Cruz de la Orden de Alberto el Oso[3]
- Gran Ducado de Baden:[3]
  - Gran Cruz del León de Zahringen, con Hojas de Roble, 1907[5]
  - Gran Cruz de la Orden de Bertoldo I
- Reino de Baviera:[3]
  - Gran Cruz de la Orden al Mérito Militar
  - Medalla del Príncipe Regente Leopoldo con Banda de la Medalla de Jubileo
- Ducados Ernestinos: Gran Cruz de la Orden de la Casa Ernestina de Sajonia[3]
- Mecklemburgo:[3]
  - Gran Cruz de la Corona Wéndica, con Corona Dorada
  - Comandante del Grifón
- Gran Ducado de Oldemburgo: Comandante de Honor de la Orden de Pedro Federico Luis[3]
- Reino de Sajonia: Gran Cruz de la Orden de Alberto, con Estrella Dorada[3]
- Schaumburg-Lippe: Cruz de Honor de la Orden de la Casa de Schaumburg-Lippe, 1.ª Clase[3]
- Austria-Hungría: Caballero de la Corona de Hierro, 2.ª Clase, 1895[6]
- Chile: Medalla del Mérito, 1.ª Clase[3]